# 于伯施托夫

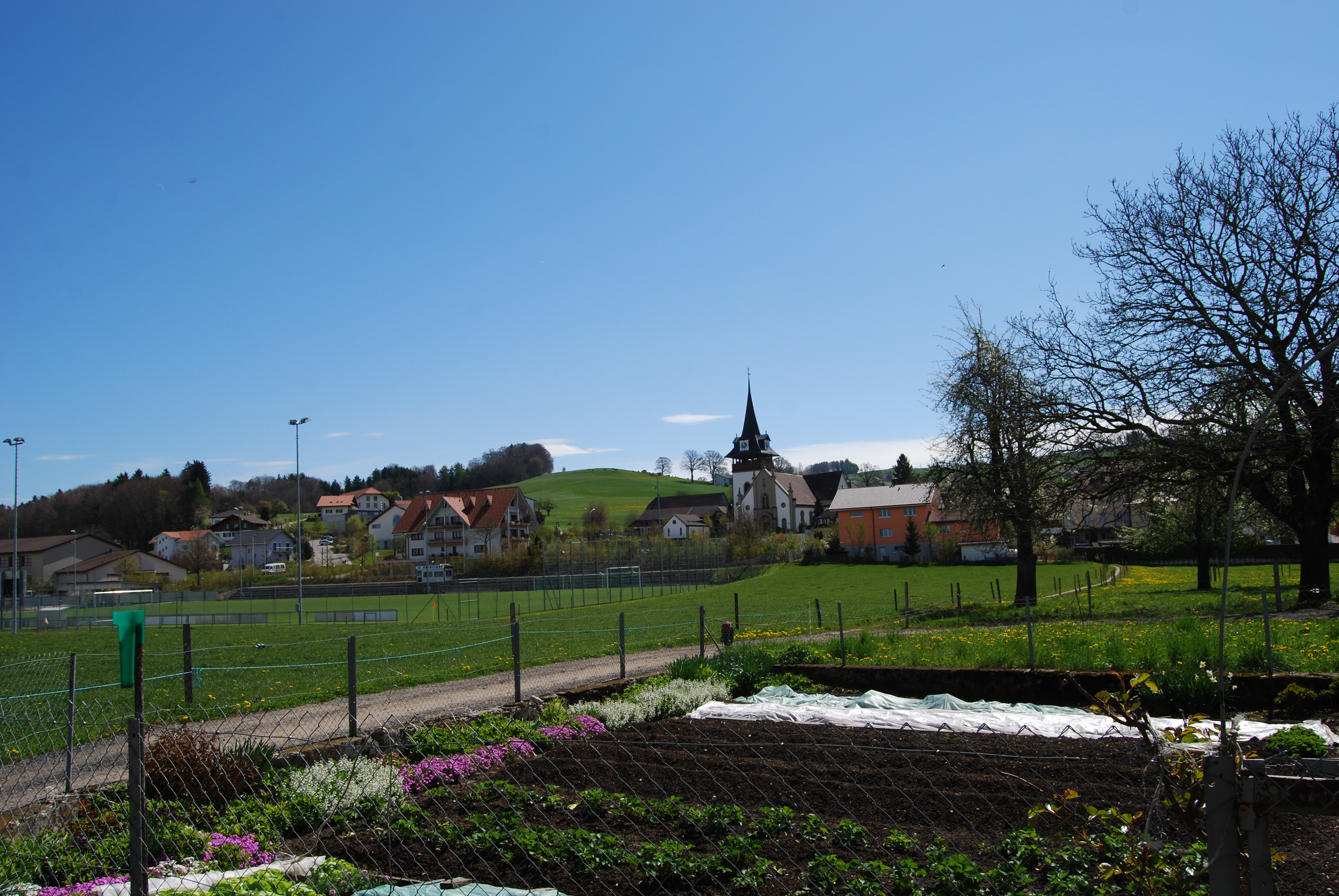

于伯施托夫（德語：Ueberstorf）是瑞士的城鎮，位於該國西部，由弗里堡州負責管轄，面積16.12平方公里，海拔高度658米，2011年人口2,382，六成人口信奉羅馬天主教，人口密度每平方公里148人。

## 外部連結
- Official website（页面存档备份，存于） （德文）